# شیبه (شهرستان چنگ‌آلای)
شیبه (به لاتین: Shibee) یک روستا در قرقیزستان است که در شهرستان چنگ‌آلای واقع شده‌است. شیبه ۱٬۰۷۳ نفر جمعیت دارد و ۲٬۸۲۶ متر بالاتر از سطح دریا واقع شده‌است.